# Peter Frederik Willem van Oldenburg
Peter Frederik Willem (Eutin, 3 januari 1754 - Slot Plön, 2 juli 1823) was van 1785 tot 1823 hertog van Oldenburg.
Hij was de enige zoon van hertog Frederik August en Ulrika Frederika Wilhelmina van Hessen-Kassel, een kleindochter van landgraaf Karel van Hessen-Kassel. Na de dood van zijn vader werd hij formeel hertog van Oldenburg. Aangezien hij evenwel geestesziek was werd zijn neef Peter Frederik Lodewijk tot administrator benoemd. Willem nam aan de regering geen deel.
Oldenburg werd in 1806 door Franse en Hollandse troepen bezet, bij de Vrede van Tilsit (1807) weer aan Willem toegekend maar in 1810 wederom door Frankrijk bezet. De hertogelijke familie vluchtte naar Rusland en keerde na de val van Napoleon in 1813 terug. Oldenburg werd op het Congres van Wenen in 1815 verheven tot groothertogdom, maar noch Willem, noch zijn opvolger heeft deze titel ooit gevoerd. Peter Frederik Willem stierf in 1823 ongehuwd en kinderloos. Hij werd opgevolgd door Peter Frederik Lodewijk.